# Rettenschöss
Rettenschöss  är en ort och kommun i distriktet Kufstein i förbundslandet Tyrolen i Österrike. Kommunen gränsar i norr mot Tyskland.